# Graydon Holding N.V.
Graydon is een van oorsprong Nederlands financiële-dienstverleningsbedrijf.

## Historiek

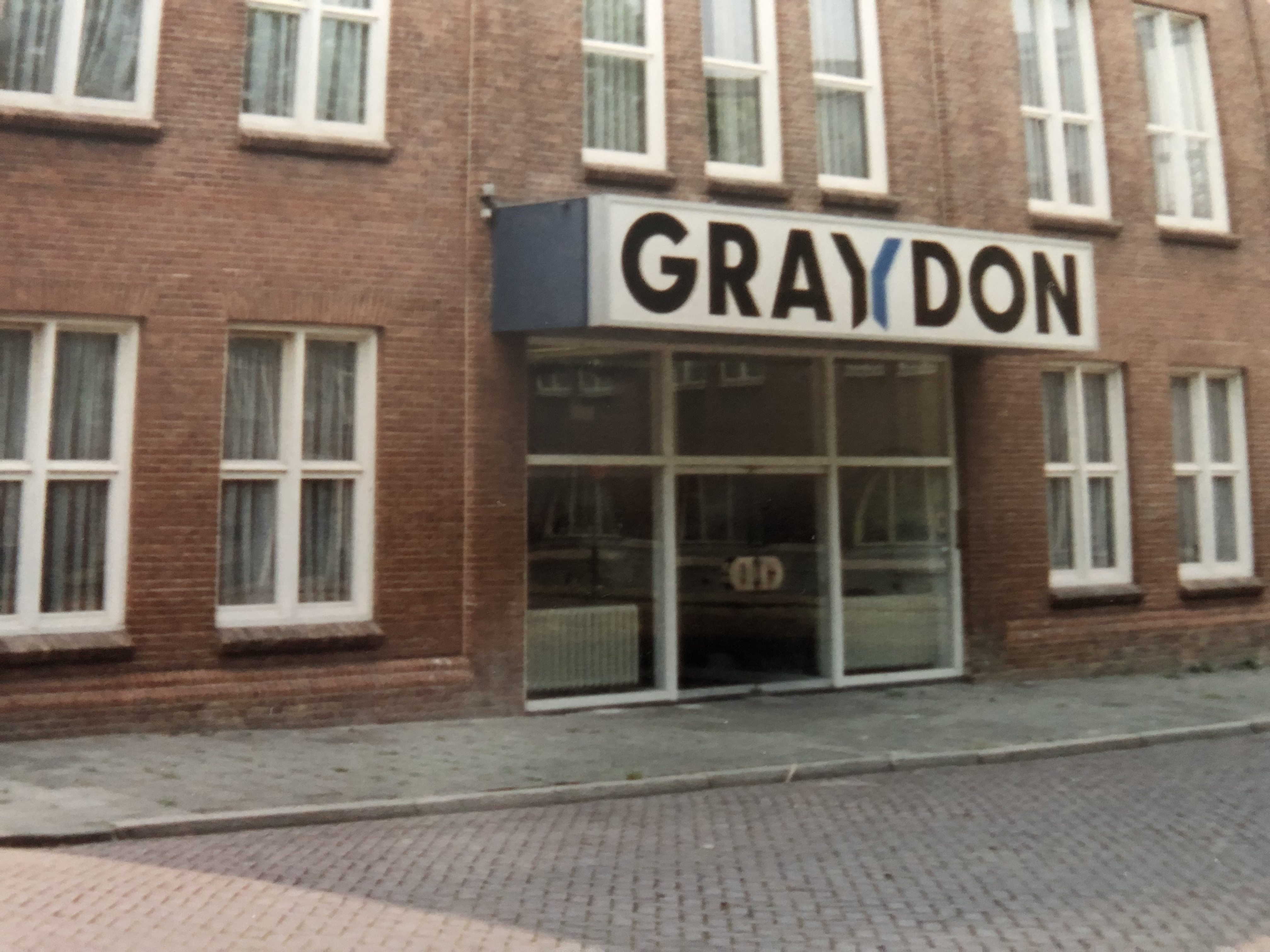
Graydon eind jaren 80 nog op de Dongelmans locatie van het Leeghwaterplein in Den Haag

In 1862 werd de eerste kredietinformatieverstrekker in Nederland opgericht door Tanner W. Gompertz en Daniel Wijs Muller. Het bedrijf ging Wijs, Muller & Co. heten. 26 jaar later startte Pieter van der Graaf en W.C. van Abcoude Van der Graaf Krediet Informatiedienst in Rotterdam. 
In 1945 nam dat bedrijf Wijs, Muller & Co. over. In datzelfde jaar stapte Adriaan van Nooij uit het bedrijf en startte zijn eigen krediet informatiedienst. Nico Dongelmans nam het bedrijf van zijn schoonvader over en doopte het bedrijf Dongelmans.
Dit groeide uit tot een groep van meerdere ondernemingen waarvan het bekendste wellicht Dongelmans Business Services te Den Haag. 
Op 22 december 1981 creëerde Nico Dongelmans samen met René De Maeyer de Belgische entiteit Dongelmans International NV in Antwerpen. 
In 1986 kwamen Van der Graaf en Dongelmans respectievelijk in handen van Vendex en NCM (nu Atradius). Aandelen van beide bedrijven worden in Graydon Holding onderhouden.
De Belgische en Nederlandse vestiging werkten samen een eerste online toepassing uit op basis van Videotex.
In 1988 startten beiden bedrijven een joint venture waarin Maurice de Hond actief is en een nieuw management aantrad met internationale ambities. De nieuw gekozen bedrijfsnaam werd Graydon. Deze naam kwam voort uit de samenvoeging van 'GRA' uit Van der Graaf en de 'DON' uit Dongelmans, waarbij de samenvoegende letter y geïnspireerd was door het Spaanse woord voor en.
Binnen de internationale ambitie werd rond 1987 het Britse ATP - Amalgamated Trade Protection in Londen overgenomen en omgedoopt tot Graydon UK.
Een goed jaar later gaat een joint-venture van start met het Italiaanse Dimensione in Rome, een dochteronderneming van kredietverzekeraar SIAC.
Graydon startte rond die tijd ook een verkoopkantoor in New York om de Amerikaanse markten te benaderen en te voorzien van Europese bedrijfsinformatie.
De Belgische Dongelmans International vestiging veranderde eerst van naam naar Graydon Dongelmans (1989) om nadien Graydon Belgium (1992) te worden.
Vendex verkocht haar aandelen en de nieuwe aandeelhouders werden het Franse Coface en Duitse Hermes, nu onderdeel van Allianz Trade.
Als reactie op de grote multinationals met een internationaal aanbod ontwikkelde Graydon het Graydon International Network dat de klanten online toegang bood tot de informatie uit de drie zusterbedrijven in respectievelijk België, Nederland en het Verenigd Koninkrijk. Hier blijft het niet bij want in de jaren 90 wordt in het Europees Economisch Samenwerkingsverband  Eurogate met zetel te Parijs het netwerk stelselmatig uitgebreid met Frankrijk, Spanje, Italië, Portugal, Oostenrijk, Zwitserland, Griekenland, Duitsland en Ierland. Nadien zouden ook de Oost-bloklanden nog aansluiten.
Begin jaren 2000 kent het Graydon International Netwerk, dat klanten voorzag van rapporten in tekst en EDIFACT formaat, een opvolger in het xml gebaseerd netwerk onder de naam GIANT.
In 2016 koopt Atradius beide andere aandeelhouders uit en wordt de enige aandeelhouder om zo haar eigen koers met Graydon te kunnen varen.
Het nieuwe Insights groepsplatform werd in 2019 gelanceerd met uitgebreidere mogelijkheden en nieuwe geoptimaliseerde scores.
Op 28 februari 2022 nam Creditsafe via Creditsafe Nederland de Graydon groep over.
In Nederland en België fusioneerden de Graydon en Creditsafe vestigingen, waarbij ze hun bedrijfsnaam wijzigden naar GraydonCreditsafe Nederland en GraydonCreditsafe België. Graydon UK ging volledig op in de landelijke Creditsafe organisatie.

## Trivia
- Graydon was van 1991 tot 1993 hoofdsponsor van de Amsterdamse basketbalclub Graydon Canadians.
- Tussen 2004 en 2011 was Graydon Nederland BV hoofd- en shirtsponsor van de Rotterdamse voetbalclub Sparta Rotterdam.
- Graydon Belgium is jarenlang sponsor geweest van de basketbalclub Antwerp Giants.